# Crabbea acaulis
Crabbea acaulis är en akantusväxtart som beskrevs av N. E. Brown. Crabbea acaulis ingår i släktet Crabbea och familjen akantusväxter. Inga underarter finns listade i Catalogue of Life.